# NGC 4565
NGC 4565 es una galaxia espiral situada en la constelación de Coma Berenices a una distancia de 47 millones de años luz (14,3 megaparsecs) fácilmente visible con telescopios pequeños. Es un miembro de la nube de galaxias Coma I, la cual parece estar en proceso de acercamiento y eventual fusión con el vecino Cúmulo de Virgo.
NGC 4565 es uno de los mejores ejemplos de galaxia espiral vista de canto junto con entre otras NGC 891 y NGC 5907, así como una galaxia espiral gigante más grande y luminosa que la propia Galaxia de Andrómeda.
Aunque durante mucho tiempo fue considerada una galaxia espiral normal, un estudio reciente realizado con el telescopio Spitzer muestra que en realidad es una galaxia espiral barrada con un anillo interno -similar a nuestra Vía Láctea-; otro estudio también reciente muestra la presencia de un pseudobulbo oculto dentro de esa barra, la cual se ve casi desde un extremo -pareciendo un bulbo galáctico (en realidad inexistente)-, y sugiere que si NGC 4565 se viera de frente sería la galaxia más espectacular entre las de su tipo del Universo cercano.
NGC 4565 es también algo más rica en cúmulos globulares que nuestra galaxia, con una población estimada de ellos en alrededor de 240.; sin embargo, su actividad de formación estelar es relativamente baja.